# Гейнс-Сіті (Флорида)
Гейнс-Сіті (англ. Haines City) — місто (англ. city) в США, в окрузі Полк штату Флорида. Населення — 26 669 осіб (2020).

## Географія
Гейнс-Сіті розташований за координатами 28°6′35″ пн. ш. 81°36′57″ зх. д. / 28.10972° пн. ш. 81.61583° зх. д. (28.109845, -81.615699).  За даними Бюро перепису населення США в 2010 році місто мало площу 51,04 км², з яких 47,62 км² — суходіл та 3,42 км² — водойми.

### Клімат
| Клімат : Гейнс-Сіті          | Клімат : Гейнс-Сіті | Клімат : Гейнс-Сіті | Клімат : Гейнс-Сіті | Клімат : Гейнс-Сіті | Клімат : Гейнс-Сіті | Клімат : Гейнс-Сіті | Клімат : Гейнс-Сіті | Клімат : Гейнс-Сіті | Клімат : Гейнс-Сіті | Клімат : Гейнс-Сіті | Клімат : Гейнс-Сіті | Клімат : Гейнс-Сіті | Клімат : Гейнс-Сіті |
| Показник                     | Січ.                | Лют.                | Бер.                | Квіт.               | Трав.               | Черв.               | Лип.                | Серп.               | Вер.                | Жовт.               | Лист.               | Груд.               | Рік                 |
| Абсолютний максимум, °C      | 31,1                | 35,6                | 35,0                | 35,6                | 38,3                | 40,0                | 39,4                | 38,3                | 37,2                | 35,6                | 32,2                | 31,7                | 40,0                |
| Середній максимум, °C        | 22,2                | 23,3                | 26,1                | 28,9                | 31,7                | 33,3                | 33,9                | 33,9                | 32,8                | 30,0                | 26,7                | 23,3                | 32,5                |
| Середній мінімум, °C         | 8,3                 | 9,4                 | 12,2                | 14,4                | 17,8                | 21,1                | 22,2                | 22,2                | 21,1                | 17,2                | 13,3                | 10,0                | 15,8                |
| Абсолютний мінімум, °C       | −7,2                | −6,1                | −4,4                | −0,6                | 6,7                 | 10,0                | 15,6                | 15,0                | 12,2                | 3,3                 | −3,9                | −8,9                | −8,9                |
| Норма опадів, мм             | 64                  | 74                  | 86                  | 51                  | 104                 | 175                 | 180                 | 188                 | 165                 | 76                  | 58                  | 58                  | 1280                |
| ---------------------------- | ------------------- | ------------------- | ------------------- | ------------------- | ------------------- | ------------------- | ------------------- | ------------------- | ------------------- | ------------------- | ------------------- | ------------------- | ------------------- |
| Джерело: The Weather Channel |                     |                     |                     |                     |                     |                     |                     |                     |                     |                     |                     |                     |                     |

## Демографія
Згідно з переписом 2010 року, у місті мешкало 20 535 осіб у 6874 домогосподарствах у складі 5188 родин. Густота населення становила 402 особи/км².  Було 9076 помешкань (178/км²).
Расовий склад населення:
| - 53,4 % — білих - 27,5 % — чорних або афроамериканців - 1,4 % — азіатів - 0,5 % — корінних американців - 14,4 % — осіб інших рас |

До двох чи більше рас належало 2,7 %. Частка іспаномовних становила 38,9 % від усіх жителів.
За віковим діапазоном населення розподілялося таким чином: 28,0 % — особи молодші 18 років, 57,0 % — особи у віці 18—64 років, 15,0 % — особи у віці 65 років та старші. Медіана віку мешканця становила 33,8 року. На 100 осіб жіночої статі у місті припадало 97,7 чоловіків;  на 100 жінок у віці від 18 років та старших — 93,3 чоловіків також старших 18 років.
Середній дохід на одне домашнє господарство  становив 46 459 доларів США (медіана — 34 598), а середній дохід на одну сім'ю — 48 735 доларів (медіана — 35 231). Медіана доходів становила 29 904 долари для чоловіків та 26 885 доларів для жінок. За межею бідності перебувало 26,9 % осіб, у тому числі 35,9 % дітей у віці до 18 років та 20,8 % осіб у віці 65 років та старших.
Цивільне працевлаштоване населення становило 8002 особи. Основні галузі зайнятості: мистецтво, розваги та відпочинок — 27,6 %, освіта, охорона здоров'я та соціальна допомога — 14,9 %, будівництво — 11,5 %, роздрібна торгівля — 10,8 %.